# Marjapussi
Marjapussi (Beerenkorb) ist ein finnisches Kartenspiel für vier Personen. Es wird mit 36 Karten im deutschen Blatt gespielt (sechs bis Ass in vier Farben). Dabei bilden die gegenübersitzenden Spieler je eine Partei. 
Das Spiel besteht aus drei Phasen:
1. Reizen: Zuerst wird im Uhrzeigersinn gereizt, wer das Spiel bekommt. Der Spieler mit dem höchsten Reizgebot (Spieler A) gewinnt.
2. Schieben: Sein Partner schiebt ihm nun vier seiner Handkarten. Der Spieler A schiebt nun vier Karten zurück.
3. Stiche: In der dritten Phase wird schließlich gespielt. Dabei wird reihum je eine Karte in den Stich gegeben und Spieler A spielt die erste Karte aus.

Das strategische Ziel des Spieles ist es Paare anzumelden. Diese bestehen aus dem Ober und König einer Farbe und bringen die meisten Punkte. Gleichzeitig werden allerdings die jeweiligen Farben der Paare Trumpf wenn diese angemeldet werden. Punkte gibt es außerdem für die Karten in den Stichen sowie für den letzten Stich.